# Darkhorse
Darkhorse è il secondo album in studio del gruppo musicale statunitense Crazy Town, pubblicato il 12 novembre 2002 dalla Columbia Records.

## Descrizione
L'album rappresentò in parte un tentativo del gruppo di confermare ulteriormente le sonorità nu metal e rap rock del debutto The Gift of Game. 
Gli stessi interpreti, che avevano cominciato già allora il passaggio dallo stile degli esordi all'hip hop tradizionale, in un'intervista concessa ad MTV nel 2002 considerarono il loro secondo album in studio "un incidente di percorso". A causa delle scarse vendite e della bassa popolarità dei singoli estratti, il gruppo si sciolse temporaneamente nel 2003.
L'assolo di chitarra del singolo Hurt You so Bad è stato composto da Rivers Cuomo dei Weezer.

## Accoglienza
Nonostante le scarse vendite, la rivista AllMusic giudicò in modo positivo l'album ed elogiò la capacità degli autori di "rendere più uniforme, oscuro e forte il discorso musicale da loro inaugurato con la pubblicazione del debutto The Gift of Game, dimostrando però una certa originalità in sede di composizione e produzione". La rivista inglese Counterculture diede all'album un giudizio anche migliore, considerandolo "più robusto, maturo e completo" rispetto al lavoro precedente, sia dal punto di vista testuale che musicale. Nikki Tranter di PopMatters bocciò il disco, accusando gli autori di incapacità di sembrare almeno seri e di eccessiva attinenza a sonorità ormai non più attuali.

## Tracce
1. Decorated – 3:07
2. Hurt You so Bad – 3:46
3. Drowning – 3:19
4. Change – 3:44
5. Candy Coated – 4:22
6. Waste of My Time – 2:56
7. Sorry – 4:15
8. Battle Cry – 2:49
9. Take It to the Bridge – 3:18
10. Skulls and Stars – 4:25
11. Beautiful – 3:18

1. You're the One – 3:56 – traccia fantasma

1. Them Days – 3:11 – traccia fantasma

## Formazione
Gruppo
- Bret "Epic" Mazur - voce
- "Shifty" Seth Brooks Binzer - voce
- Anthony "Trouble" Valli - chitarra
- Kraig "Squirrel" Tyler - chitarra
- Doug "Faydoe" Miller - basso
- Kyle Hollinger - batteria

Altri musicisti
- Rivers Cuomo - chitarra (in Hurt You so Bad)